# St Ives (stacja kolejowa)
St Ives – końcowa stacja kolejowa w mieście St Ives, w hrabstwie Kornwalia, końcowa stacja linii St Ives Bay Line, odnogi Cornish Main Line. Walnie przyczyniła się do rozwoju tego ośrodka turystycznego w XIX w. i na początku XX w. Stacja znana jest z malowniczego położenia nad Atlantykiem, a linia kolejowa do St Erth uważana jest za najpiękniejszą w Wielkiej Brytanii i stanowi atrakcję turystyczną.

## Ruch pasażerski
Stacja obsługuje ok. 733 970 pasażerów rocznie (dane za okres od kwietnia 2021 do marca 2022). Posiada połączenie wahadłowe z St Erth, stacją na linii Penzance - Plymouth.

## Obsługa pasażerów
Stacja nie posiada infrastruktury kolejowej - do dyspozycji podróżnych jest jedynie wiata. Sprzedaż biletów u konduktora w pociągu.